# Mustaschmyrsmyg
Mustaschmyrsmyg (Myrmotherula ignota) är en fågel i familjen myrfåglar inom ordningen tättingar.

## Utbredning och systematik
Mustaschmyrsmyg delas in i två distinkta underarter:
- M. i. ignota – östra Panama till västra Colombia och nordvästra Ecuador
- M. i. obscura – sydcentrala och östra Colombia till nordöstra Peru och västra Amazonområdet i Brasilien

## Status
IUCN kategoriserar arten som livskraftig.